# Anne Honer
Anne Honer (* 30. März 1951 in Spaichingen; † 23. Februar 2012 in Unna) war eine deutsche Sozialwissenschaftlerin. Sie begründete die „Fuldaer Feldarbeitstage“.

## Biographie
Honer studierte an der Universität Konstanz Soziologie. Dort lernte sie Benita Luckmann kennen, deren akademische Schülerin sie wurde und die sie in die Wissenssoziologie einführte. 1991 promovierte sie an der Universität Bamberg mit einer Arbeit  über Lebensweltliche Ethnographie. Ein explorativ-interpretativer Forschungsansatz am Beispiel von Heimwerker-Wissen. Daran schlossen sich Anstellungen an den Universitäten St. Gallen und Konstanz an. Honer entwickelte innerhalb ihrer Promotion den Forschungsansatz einer lebensweltanalytischen Ethnographie. Dieser Ansatz wurde beispielsweise von Ronald Hitzler und seinem Schüler Paul Eisewicht weiterentwickelt.  
2004 wurde sie zur Professorin für Empirische Sozialforschung mit dem Schwerpunkt qualitative Methoden an den Fachbereichen Sozial- und Kulturwissenschaften sowie Pflege und Gesundheit der Hochschule Fulda berufen. Ihr Lehrgebiet war die Empirische Sozialforschung mit dem Schwerpunkt qualitative Methoden.
Ende Februar 2009 platzte Honer wegen eines Blutgerinnsels ein Gefäß im Gehirn. Bei der anschließenden Notoperation kam es zu einer mehrere Minuten dauernden Hypoxie des Gehirns. Dadurch fiel Honer in ein Wachkoma. Knapp drei Jahre später verstarb sie, ohne aus dem Koma erwacht zu sein.